# SN 2006gd
SN 2006gd – supernowa typu II-P odkryta 28 sierpnia 2006 roku w galaktyce A011026-0104. W momencie odkrycia miała maksymalną jasność 22,80m.